# Libros interactivos para niños
Los libros interactivos para niños  son un subconjunto de libros para niños que requiere participación e interacción por parte del lector. La participación puede abarcar desde libros con textura a aquellos con dispositivos especiales utilizados para ayudar a enseñar a los niños ciertas herramientas. Los libros interactivos para niños pueden también incorporar tecnología moderna o ser libros computarizados. Los libros movibles, son una subsección de libros interactivos, son definidos como cubiertas emergentes, transformaciones, libros de túnel, volvelles, solapas, lengüetas, pop-outs, atracción-downs, y más, cada cual actúa en una manera diferente. También se incluyen, porque emplean las mismas técnicas, las tarjetas de saludo tridimensional.

## Volvelles
La forma más temprana de libros interactivos se cree son los volvelles, un tipo de libro movible con una rueda, hace tiempo se utilizó para ayudar en exhibiciones astrológicas y mapas geográficos.

## Libros con ventanas de salida
Únicamente a finales del siglo XIX, en parte gracias a la invención de la impresión industrial, comenzaron a ser empleadas las ventanas emergentes. Los primeros libros pop-up publicados en los Estados Unidos fueron los de la serie Showman publicada por los Hermanos McLoughlin. Aun así, estos libros eran demasiado caros y frágiles para ser libros prácticos para niños. Las ventanas emergentes abrieron la puerta para la creación de muchos otros tipos de libros interactivos para niños y adultos. A pesar de un breve descenso en la producción durante la segunda mitad del siglo XX, era una nueva idea que se generalizó rápidamente y, finalmente, se convirtió en el mundo altamente tecnológico y avanzado de libros que es hoy.

## Libros para colorear
El formato de libro para colorear, de líneas de dibujo a las que el niño añade color, ha estado en producción desde principios del siglo XX.[cita requerida]

## Libros de juegos
Los libros de juegos son muy parecidos a los libros tradicionales, pero ellos ofrecen al lector las decisiones a través de todo el libro, con las decisiones se afectan el resultado de la historia. En cada punto de decisión, al lector se le instruye para ir a una página en particular y / o párrafo para continuar la historia. El primer libro de juegos debutó en 1941. El formato era especialmente popular en la década de los 1980.

## Objetos ocultos y libros ilustrados
Los libros ilustrados con objetos escondidos involucra a lectores de todas las edades por el camuflaje de elementos con la intención de que los niños finalmente los encuentren.  Si el objeto escondido es difícil de detectar, un carácter o un elemento especificado por el autor en una lista de rimar, es sujeto al libro o posiblemente a la serie de libros que pertenece. A pesar de que no es estándar, estos tipos de libros para niños interactivos son a veces publicados con un tema común como Navidad o vida en la granja.  Los niños interactivamente pueden experimentar un número selectivo de estos libros a la edad temprana de cuatro años y empezando el pre-nivel de grado de la guardería, dependiendo de qué fácilmente los objetos escondidos puedan ser localizados.  Hay varios autores notables e ilustradores de primera línea asistiendo a la audiencia en el desarrollo de habilidades de lectura interactiva en libros de objeto ocultos:

### Dónde está Wally? de Martin Handford
Al ilustrador británico Martin Handford se le atribuye la concepción de la serie ¿Dónde está Wally? A pesar del título otorgado a la serie, sus libros de imágenes ocultas son más reconocidos bajo la versión de la franquicia norteamericana del carácter, Waldo. El propósito del libro de imágenes con objetos ocultos de Handford es para niños de todas edades para identificar Wally en una ubicación específica durante su “caminata mundial.” A pesar de las diversas actividades y los trajes similares, camuflar fácilmente el paradero del personaje, Wally siempre lleva gafas y lleva un bastón y es famoso por su atuendo de una camisa roja y blanca rayas horizontales, pantalón azul y un sombrero con borla.
El primer libro de la serie de Handford , originalmente titulado Dónde está Wally?, fue publicado en 1987. El libro fue pronto seguido por la publicación de Dónde está Wally ahora? (1988) y ¿Dónde está Wally?: El Viaje Fantástico (1989).  Los libros se hicieron muy populares y fueron traducidos a muchos idiomas. La marca comercial de Wally fue adoptada en 28 países y el carácter a menudo se le da un nombre y una personalidad diferente en las traducciones.
A medida que los libros fueron liberados, el reparto de personajes también creció, incluyendo también al Brujo Whitebeard, Wilma, Wenda, Woof, Odlaw y el vigilante de Waldo.  Más libros de Waldo siguieron como ¿Dónde está Waldo en Hollywood?,¿ Dónde está Waldo?: El Libro de Maravilla (1997), ¿Dónde está Waldo?: La Gran Pintura de Caza (2006).
Waldo se convirtió en una gran sensación de la cultura pop en la década de 1990. Los Estados Unidos, en particular, fue barrido por la "Waldo-manía". Aparte de las adaptaciones de los libros de Handford, las franquicias crecieron para incluir la concesión de licencias de Waldo de los videojuegos, libros de la serie, revistas, muñecos, juguetes, historietas y un ¿Dónde está Wally? (Series de Televisión).
Wally tiene su propio sitio web donde él despacha mensajes a los seguidores y les invita para unirse en la persecución a través de las diferentes redes sociales.

### Yo Espío de Jean Marzollo y Walter Wick
Yo Espío es la serie de libros para niños interactivos que puede ser categorizado como un libro de objeto escondido.  Debutando en 1992, los libros constan de los textos escritos por Jean Marzollo con respecto a los elementos escondidos dentro de las fotografías capturados por Walter Wick.
Las fotografías se configuran en un surtido desordenado de elementos o para imitar una escena en particular, como el escaparate de una juguetería en Yo Espío: Navidad (1992). Debajo de la imagen, Marzollo involucra a los lectores con un acertijo pidiéndoles que localicen elementos específicos dentro de la fotografía. Las fotografías son muy apreciadas por su calidad expresiva.
La serie originada con Yo Espío: Un Libro de Adivinanzas de Cuadro (1992) y creció para incluir Yo Espío: Navidad (1992),  Yo Espío: Casa Divertida (1993),  Yo Espío: Misterio (1993),  Yo Espío: Fantasía (1994),  Yo Espío: Días Escolares (1995),  Yo Espío: Spooky Noche (1996), y Yo Espío: el Caza Tesoro (1999).
Una serie subsiguiente y más desafiante comenzó en 1997 con Yo Espío: Super Challenger! (1997) y estuvo continuado con otras entregas como Yo Espío: Oro Challenger! (1998),  Yo Espío: Extremo Challenger! (2000),  Yo Espío: Año-Redondo Challenger! (2001), y Yo Espío: Definitivo Challenger! (2003).
La etiqueta Yo Espío ha crecido para incluir los videojuegos basados en los libros como Yo Espío Spooky Mansión,  Yo Espío el Caza Tesoro y Yo Espío Fantasía.
La franquicia también incluye Definitiva Yo Espío, un juego para el Wii de Yo Espío. Yo Espío: la Casa Divertida que está siendo desarrollada para un juego en Nintendo DS. El jugador está atrapado en una casa de diversión real y debe encontrar nueve artículos para escapar.
Walter Wick es también autor de su propia serie de objeto escondidos, similar a Yo Esío, llamada Puede Ver Qué Veo?. Estos libros cuentan con fotografías y poemas que requieren lectores para encontrar objetos en la imagen. Los rompecabezas son ligeramente más fáciles que el de los libros de Yo Espío.

## Otros Libros de Objetos Escondidos
Martin Handford, Jean Marzollo y Walter Wick no son los únicos tres autores de libros de objetos escondidos. Aun así,  son los más establecidos y reconocidos en el mundo editorial.  Otro autor que vale la pena mencionar es Gillian Doherty. Es una autora publicada y editora de libros para niños. Sus libros de objetos escondidos incluyen 1001 Cosas de Monstruos, 1001 Cosas que señalar, 1001 Cosas de Magos que señalar y 1001 Lugares de Cosas.

## Libros de Tocar y Sentir
Muchos los libros interactivos están hechos específicamente para niños. Libros de tocar y sentir o libros texturizados, caen en esta área. La mejor edad para tocar y sentir los libros es a la edad de preescolar. Porque estos libros están dirigidos específicamente a ayudar a los niños a desarrollar conocimiento mientras aumentan el uso de sus sentidos, esta facultad está perdida en generaciones más viejas quienes probablemente ya poseen las habilidades que se enseñan. Una de las ventajas claves al enseñar sentidos y vocabulario a través del uso de tacto, es la conexión que un niño puede ganar al ser recompensado al instante de describir la textura que la palabra describe. En los últimos años los libros de tocar y sentir han alcanzado un nuevo nivel con la creación de nuevas formas divertidas para los niños más pequeños para que interactúen con libros musicales como "libros de baño" y "libros de marioneta". La mayoría, pero no todos estos libros son también "libros de cartón", los cuales están hechos enteramente de páginas duras. Hacer las páginas de un material duro proporciona durabilidad, lo que les permite resistir cualquier cosa al ser contactados por los lectores jóvenes. Los libros de baño se pueden tener en la bañera debido a que sus páginas flotan y son páginas impermeables. Algunos que han publicado libros de sentir y tocar son Dorling Kindersley, Usborne, Macmillan y Lamaze.